# Камчатка (приток Бадярихи)
Камча́тка — река в России, протекающая по Момскому району и Абыйскому улусу Якутии. Правый приток реки Бадяриха (бассейн Индигирки). Длина реки составляет 239 км. Площадь водосборного бассейна — 2840 км².
Исток находится в Момском районе, на северных склонах Момского хребта (Чибагалахский хребет), на высоте более 444 метров над уровнем моря. Река течёт преимущественно в северо-восточном направлении, почти параллельно Бадярихе. В среднем течении выходит на Колымскую низменность, где принимает несколько притоков. От впадения Амгиндя-Тирехтях до устья образует административную границу между Момским районом и Абыйским улусом Якутии. В нижнем и среднем течении реки в бассейне реки находится большое количество озёр (Кюндюль, Туманнах, Арылах, Намы и другие). Камчатка очень активно меандрирует. Впадает в Бадяриху в 303 км от её устья по правому берегу на высоте 66 м над уровнем моря. Ширина в нижнем течении — 50 м при глубине 1 м; скорость течения в низовьях составляет 0,4 м/с. Населённых пунктов на реке нет. Основной приток — река Амгиндя-Тирехтях длиной 86 км.

## Данные водного реестра
По данным государственного водного реестра России и геоинформационной системы водохозяйственного районирования территории РФ, подготовленной Федеральным агентством водных ресурсов:
- Бассейновый округ — Ленский
- Речной бассейн — Индигирка
- Речной подбассейн — нет
- Водохозяйственный участок — Индигирка от впадения Момы до водомерного поста Белая Гора
- Код водного объекта — 18050000312117700060950